# سكوت براونلي
سكوت براونلي (بالإنجليزية: Scott Alexander Brownlee)‏ هو مجدف نيوزيلندي، ولد في 19 مارس 1969 في كرايستشرش في نيوزيلندا.

## وصلات خارجية
- سكوت براونلي على موقع الاتحاد الدولي للتجديف (الإنجليزية)
- سكوت براونلي على موقع اللجنة الأولمبية الدولية (الإنجليزية)
- سكوت براونلي على موقع أوليمبيديا (الإنجليزية)
- سكوت براونلي على موقع اللجنة الأولمبية النيوزيلندية (الإنجليزية)